# Église Saint-Eusèbe d'Arnhem
L'église Saint-Eusèbe d'Arnhem est une église protestante située dans la ville d’Arnhem aux Pays-Bas. 
C'est la plus grande église d'Arnhem et la deuxième plus haute structure de la ville après une tour de télécommunications.

## Historique
La construction a commencé en 1450.
L'église comme une large partie de la ville a été détruite durant la Seconde Guerre mondiale.
Les autorités ont alors décidé de reconstruire l'église en plus grand et plus belle qu'elle ne l'avait été.
Les travaux ont pris fin en 1964 sous l'égide de l'architecte Berend Tobia Boeyinga et de Theo Verlaan, qui lui, a conçu le dernier étage de la tour.
Les dernières restaurations datent de 1991 à 1994 et de 2011 à 2019.

## Dimensions
Les dimensions de l'édifice sont les suivantes ;
- Hauteur du vaisseau : 25 m
- Longueur : 79 m
- Hauteur de la tour : 93 m

(il y a un observatoire ouvert au public à 80 m desservi par un ascenseur en verre, en service depuis 1994)

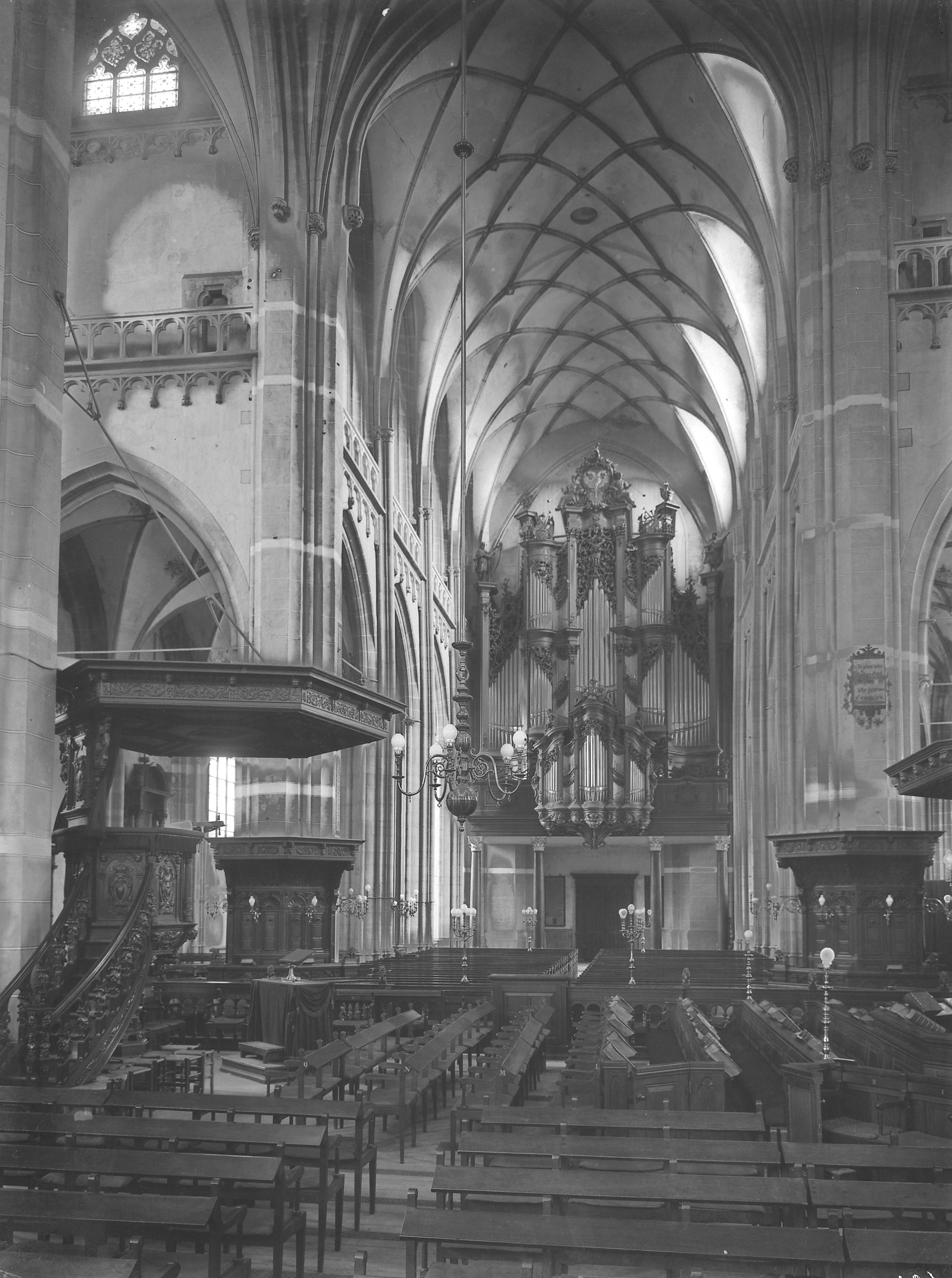
Intérieur de l'église

- Largeur : 29 m